# Ортыничи
Ортыничи (укр. Ортиничі) — село в Дрогобычской городской общине Дрогобычского района Львовской области Украины.
Население по переписи 2001 года составляло 147 человек. Занимает площадь 0,867 км². Почтовый индекс — 82122. Телефонный код — 3244.